# برج حواس
برج حواس (به عربی: برج الحواس) یک شهرداری در الجزایر است که در ناحیه جانت واقع شده‌است. برج حواس ۲۸٬۷۲۵ کیلومتر مربع مساحت و ۲٬۹۶۳ نفر جمعیت دارد.